# ジューダス・イスカリアット
ジューダス・イスカリアット(Judas Iscariot)は、1992年にアメリカ合衆国でアエクアテンによって結成されたブラックメタルプロジェクト。

## メンバー

### 現在のメンバー
- アエクアテン (Akhenaten) (Vocal,Guitar,Bass,Drums)

エジプトのアメンホテプ4世の名からとっている。

## 来歴
1992年、Heideggerの名で結成される。
1993年、ジューダス・イスカリアットにバンド名を変更し、1stアルバムをリリース。
Of Great Eternityのレコーディングをする前にドイツに引っ越す。その理由について彼は「このクソみたいなアメリカ合衆国なんかにはもう住んでられねえぜ。」 と語っている。しかし、同時に「それでもまだUSBM(訳注:アメリカのブラックメタル)バンドなんだって思われたい。」とも主張している。
The Sacrifice of the Nazarene Child festivalとUnder the Black Sun Open Airでライブを行った。このときにはアブスーのマクガヴァンとKriegのニール・ジェイムソンをサポートメンバーに迎えている。彼らを選んだ理由についてアクエンアテンは「だって、あいつらとはもう長い付き合いだし、あいつらならジューダス・イスカリアットの何たるかをよくわかってくれそうだったからさ。」と言っている。アクエンアテン曰く、これがジューダス・イスカリアットの行った唯一のライブだという。 
2002年8月25日に解散を宣言する。

## 音楽的特徴と思想
主にバーズム、ダークスローンといったノルウェーのバンドや、グレイヴランドやインフェルナム などのポーランドのナショナル・ソーシャリスト・ブラックメタルの影響を受けている。
最初のデモは「初期ダークスローンやゴルゴロスの伝統にもとづいて作ってあるんだぜ」と語っている。また、全ての作品は4トラック・アナログ・ポータブル・レコーダーで録音されている。
Heaven in Flamesではアエクアテンはキーボードを「作品に立体感を与えるためだけに使っているんだ。キーボードを'使い過ぎ'ないようにとても気を使ったよ。俺は基本的にキーボードが大っ嫌いでね。でも、グレイヴランドとかバーズムみたいなバンドのキーボードの使い方はいい味出していると思うよ。」彼はブラックメタルについて「小綺麗だったり、ロマンティックなものなんかではない。ブラックメタルのサウンドはキレイとかそういうもんじゃないんだよ！！！破滅のサウンドなんだ！！なよなよしたゴス要素なんざ失せろ！！！俺は女性ヴォーカルなんかも許せないね！マニアック・ブッチャーのBarbarudの言う通りだ。『女性ヴォーカル？？？女の口なら他にも使い方があるだろ！！！！』」と主張している。レーベルはHeaven in Flamesをバーズム、グレイヴランド、ダークスローンの4th、デモンシーと関連づけて紹介している。
今までのブラックメタルとは違い、ジューダス・イスカリアットはサタニズムをテーマにしていない。アエクアテンは地獄について「天国とか神様とかと同じように単なるイリュージョンだろ…ジューダス・イスカリアットは徹底した反キリスト教だから、俺は地獄をクソみたいな神の'崇高なうつくしさ'の反対のイメージとしてしか扱ってないよ。」と語っている。バンド名が表しているように、アエクアテンはバンドの目標を、音楽を通して「キリスト教徒のバカどもによる間違った支配に対抗するプロパガンダを広めること」だと述べている。この批判は主にキリスト教の道徳観や慈悲に対して向けられている。この二つは個人主義や自己啓発ではなく、人間の弱さを助長するものだと彼は考えているからである。ジューダス・イスカリアットのコンセプトを、キリスト教によって仕掛けられた道徳的な障壁に対する闘争の記録と考えている。さらに、 資本主義への侮蔑の念も表明している。彼はそれを物質主義に密接に結びつくものとして除けている。
初期の歌詞にはウィリアム・ブレイクやパーシー・ビッシュ・シェリーの作品を引用したものがある。
極右や人種差別思想を持っていることをたびたび否定している。あるインタビューでは「ジューダス・イスカリアットはナチ・バンドじゃない。俺もナチじゃないよ。(中略)自分たちの音楽に政治を持ち込みたい奴がいるなら、どうぞご勝手に。でも、俺のバンドには関係ないよ。ニヒリズムについては、「俺にとって意味のある哲学はこれだけだ。」といい、 ドイツの哲学者フリードリヒ・ニーチェに言及した。ロックハードマガジンのジャーナリストは、彼は自分の考えに都合の良いようにニーチェの著作を曲解しているだけだと批判している。

## ディスコグラフィ

### スタジオアルバム
- 1996年 - The Cold Earth Slept Below
- 1996年 - Thy Dying Light
- 1997年 - Of Great Eternity
- 1998年 - Distant in Solitary Night
- 1999年 - Heaven in Flames
- 2002年 - To Embrace the Corpses Bleeding